# Sydafrikanska unionen
Sydafrikanska unionen var dagens Sydafrikas föregångare. Staten existerade mellan 1910 och 1961. Den bildades när Transvaal, Kapkolonin, Natalkolonin och Oranjefristaten slogs ihop genom South Africa Act 1909. Storbritanniens monark var statschef fram till den 31 maj 1961 då landet förklarade sig fritt från samväldet och blev republik, efter en folkomröstning föregående år med en knapp majoritet för republik. Drivande bakom frågan var det regerande Nationalistpartiet och dess ledare, premiärminister Hendrik Verwoerd.
Unionen hade från första världskriget till 1922 dessutom kontroll över Walvis Bay, som sedan 1994 tillhör Namibia.

### Fotnoter
1. ↑  ”South Africa” (på engelska). World Statesmen. http://www.worldstatesmen.org/South_Africa.html. Läst 10 november 2015.
2. ↑  ”Namibia” (på engelska). World Statesmen. http://www.worldstatesmen.org/Namibia.htm. Läst 10 november 2015.